# مارتی جمیسون
مارتی جمیسون (انگلیسی: Marty Jemison؛ زادهٔ ۱۸ مهٔ ۱۹۶۵) دوچرخه‌سوار اهل ایالات متحده آمریکا است.